# Diễm Hương
Ngô Hoàng Diệu Hương, hay còn được biết đến với nghệ danh Diễm Hương sinh năm 1970 tại Sài Gòn, là một nữ diễn viên được yêu thích vào cuối những năm 80 và đầu thập niên 90, cô được coi là một trong những gương mặt đẹp của điện ảnh Việt Nam thời kỳ đó. Thường sánh vai cùng Việt Trinh, Lý Hùng, Lê Tuấn Anh, Lê Công Tuấn Anh, Thái San.
Diễm Hương có bốn con (ba trai, một gái). Sau đó di cư cùng gia đình sang Malaysia sinh sống, dành tất cả thời gian cho việc chăm lo gia đình, chồng con. Năm 2007, Diễm Hương đã bất ngờ trở về Việt Nam và xuất hiện trong chương trình khách mời của một hãng mỹ phẩm.

## Sự nghiệp điện ảnh
Điện ảnh những năm đầu thập niên 90 hưng thịnh từng chứng kiến sự xuất hiện của gương mặt nữ chính đẹp, Diễm Hương. Có mặt trong hầu hết những bộ phim ăn khách bậc nhất, Diễm Hương trở thành ngôi sao sáng giá của màn ảnh Việt thời bấy giờ. Là một trong những tên tuổi lớn của điện ảnh thời đắt khách, Diễm Hương sánh vai cùng Việt Trinh, Y Phụng, Lý Thu Thảo, Mộng Vân, Lý Hùng, Lê Công Tuấn Anh, Thái San, Thu Hà.
Từ những bộ phim đầu tiên Con gái ông Thứ trưởng, Tình xa, Diễm Hương đã để lại ấn tượng với các nhà làm phim. Ngay sau đó không lâu là hàng loạt vai chính ghi dấu ấn của Diễm Hương. Chị trở thành một trong những cái tên sáng giá hàng đầu. Những bộ phim đình đám Phạm Công-Cúc Hoa, Nước mắt học trò, Sơn Tinh-Thủy Tinh, Tình yêu một thuở... đưa tên tuổi Diễm Hương trở thành một trong những đại diện sáng giá nhất của dòng phim thị trường.

## Phim đã tham gia
- Hai lúa phiêu du
- Phạm Công - Cúc Hoa
- Kiều Nguyệt Nga
- Tấm Cám
- Con gái ông Thứ trưởng
- Trường xưa kỷ niệm (1996) vai Ngọc Anh
- Tình xa
- Nước mắt học trò
- Sơn Tinh - Thủy Tinh
- Bông hồng đẫm lệ
- Tình yêu một thuở
- Vòng vây tội lỗi
- Cổ tích Thạch Sanh
- Những nẽo đường phù sa